# Lijst van personen uit Porto Alegre
Deze lijst van Porto-Alegrenses geeft een (incompleet) overzicht van "bekende" personen die geboren zijn in de Braziliaanse stad Porto Alegre.

## Geboren in Porto Alegre

### Voor 1900
- Carlos Machado Bittencourt (1840-1897), militair en politicus
- Karl Hanssen (1887-1916), Duits voetballer
- Luís Carlos Prestes (1898-1990), militair en communist

### 1900–1919
- Oswaldo Rolla, "Foguinho" (1909-1996), voetballer
- Octacílio Pinheiro Guerra, "Octacílio" (1909-1967), voetballer
- Francisco de Paula Brochado da Rocha (1910-1962), premier van Brazilië
- Lupicínio Rodrigues (1914-1974), zanger en componist
- Sylvio Pirillo (1916-1991), voetballer en trainer
- Alfredo Noronha (1918-2003), voetballer

### 1920–1939
- Alberto Zolim Filho, "Carlitos" (1921-2002), voetballer
- Osmar Fortes Barcellos, "Tesourinha" (1921-1979), voetballer
- Adão Nunes Dornelles, "Adãozinho" (1925-1991), voetballer
- Paulo de Almeida Ribeiro, "Paulinho" (1932-2007), voetballer
- Dorval Rodrigues (1935-2021), voetballer

### 1940–1979

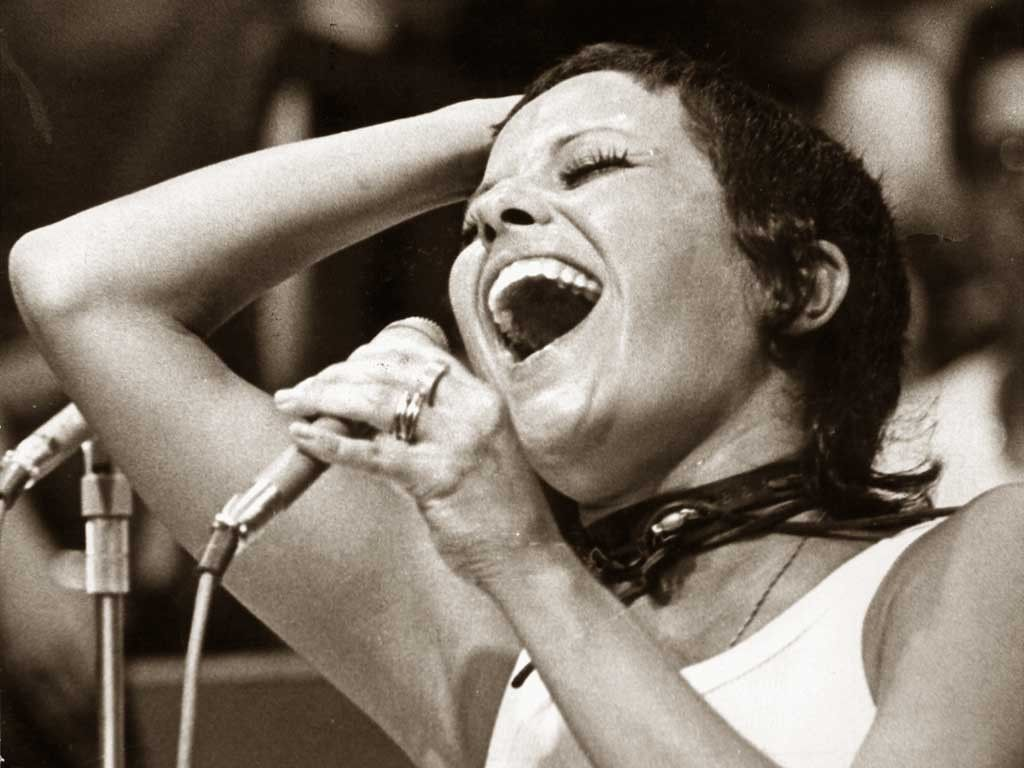
Zangeres Elis Regina (1945-1982)

- João Carlos Severiano, "Joãozinho" (1941), voetballer
- Flávio Almeida da Fonseca, "Flávio Minuano"  (1944), voetballer
- Elis Regina (1945-1982), zangeres
- Bráulio Barbosa de Lima, "Bráulio" (1948), voetballer
- Luís Carlos Machado, "Escurinho" (1950-2011), voetballer
- Claudiomiro Estrais Ferreira, "Claudiomiro" (1950-2018), voetballer
- Adriana Calcanhotto (1965), zangeres
- Carlos Luciano da Silva, "Mineiro" (1975), voetballer
- Fernanda Lima (1977), fotomodel, actrice en presentatrice

### 1980–1989
- Ronaldo de Assís Moreira, "Ronaldinho" (1980), voetballer
- Carla Maffioletti (1980), operazangeres
- Marcos Camozzato (1983), voetballer
- Marcos Tavares (1984), voetballer
- Bruna Abdullah (1986), actrice
- Anderson Luís De Abreu Oliveira, "Anderson" (1988), voetballer
- Edenílson Andrade dos Santos, "Edenílson" (1989), voetballer

### 1990–1999
- Mayra Aguiar (1991), judoka
- Raphael Dias Belloli, "Raphinha" (1996), voetballer
- Allan Rodrigues de Souza, "Allan" (1997), voetballer
- Lincoln Henrique Oliveira dos Santos, "Lincoln" (1998), voetballer